# Hypsicratès
Hypsicratès est un historien grec antique ayant vécu à Rome au Ier siècle av. J.-C. Son œuvre a été perdue, mais cet auteur est cité et commenté par d'autres historiens et géographes antiques, ce qui permet aux chercheurs d'élaborer des conjectures sur le contenu de ses livres. Il semble avoir écrit une histoire de la région du Pont qui a pu être utilisée par Strabon, géographe grec ayant vécu à peu près à la même période. On connaît par ailleurs un Hypsicratès esclave de Jules César et affranchi par celui-ci en 47 av. J.-C., qui pourrait être le même que cet historien.